# 羅克佩珀灣
63°8′S 55°44′W / 63.133°S 55.733°W
羅克佩珀灣是南極洲的海灣，位於茹安維爾島北岸，處於博雷爾角以東，寬6公里，該海灣根據英國探險隊的測量被繪入地圖。